# Willy Kuijpers
Willy Kuijpers (1 de Janeiro de 1937 - 17 de Novembro de 2020) foi um político belga.

## Carreira
Nacionalista flamengo, ele serviu no Parlamento Federal Belga (tanto como representante quanto como senador), no Parlamento Flamengo e no Parlamento Europeu, além de ser activo na política local e servir como prefeito de Herent. Ele tinha um interesse particular em política educacional e ajuda internacional ao desenvolvimento.
Kuijpers faleceu de COVID-19 em 2020.